# فرانك كلوتز
فرانك كلوتز (بالإنجليزية: Frank Klotz)‏ هو ضابط أمريكي، ولد في 7 سبتمبر 1950 في لوبوك في الولايات المتحدة.